# ویکتور مودزلوفسکی
ویکتور مودزلوفسکی (روسی: Виктор Игоревич Модзолевский؛ ۱۳ آوریل ۱۹۴۳ – ۲۰ نوامبر ۲۰۱۱) ورزشکار شمشیربازی اهل اتحاد جماهیر شوروی سوسیالیستی بود.
وی در مسابقات کشوری و بین‌المللی در مجموع برندهٔ ۱ مدال نقره، ۱ مدال برنز شده‌است.